# Fantasia on a Theme by Thomas Tallis
Fantasia on a Theme by Thomas Tallis, ook bekend als Tallis Fantasia, werd geschreven in 1910 door de Britse componist Ralph Vaughan Williams en voor de eerste maal uitgevoerd op 6 september 1910 in Gloucester Cathedral in Gloucester (tijdens het Three Choirs' Festival) door het London Symphony Orchestra onder leiding van de componist zelf. De Londense première was op 11 februari 1913 in de Queen's Hall door het New Symphony Orchestra onder leiding van de componist. De muziek werd herzien in 1913 en 1919. De latere componist Herbert Howells (1892-1983) woonde de eerste uitvoering in Gloucester bij.
De fantasie voor dubbel strijkorkest, waarbij uit beide strijksecties een solostrijkkwartet werd samengesteld, zodat er een drieledig effect ontstond, is gebaseerd op een van negen thema's van Thomas Tallis (1505-1585), die zouden worden gepubliceerd in de Psalter van aartsbisschop Parker in 1567. De publicatie werd in eerste instantie verboden. Ralph Vaughan Williams schreef zijn Tallis Fantasia rondom het phrygische thema 'Why fumeth in fight?'. Oorspronkelijk was het de bedoeling dat Tallis' thema tweemaal herhaald zou worden aan het eind van de fantasie, maar de componist zag hier uiteindelijk vanaf. Zodoende is Tallis' thema eenmaal te horen aan het einde. Vaughan Williams schreef de fantasie, met zijn aparte bezetting, speciaal voor de Normandische, stenen architectuur van Gloucester Cathedral. De resonans van drie strijksecties kon daar goed tot zijn recht komen (zie onderstaande foto's).
De Tallis Fantasia is een van Vaughan Williams' bekendste werken en wordt nog steeds veelvuldig gebruikt op televisie en in film. Recentelijk was de Tallis Fantasia nog te horen in de film Master and Commander (2003) van Peter Weir.

## Gloucester Cathedral

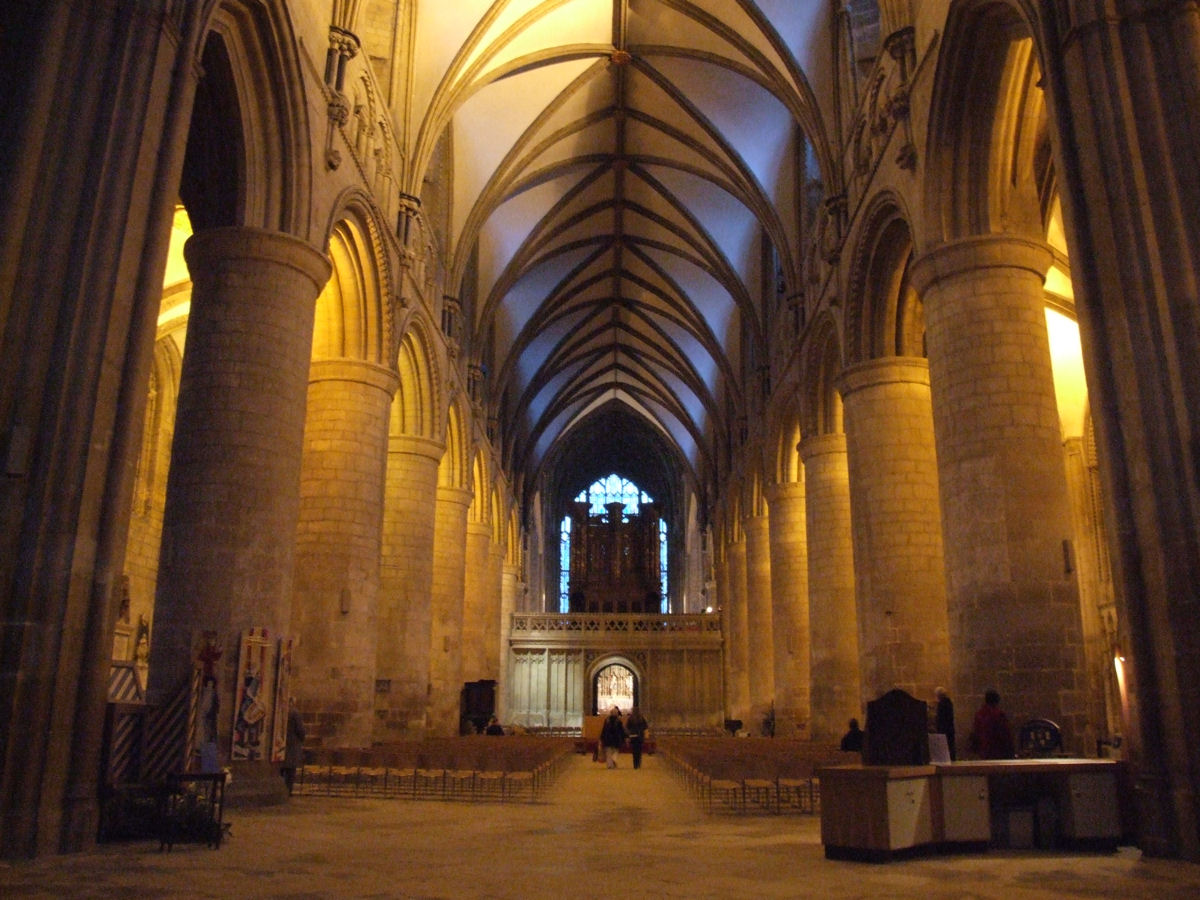
Interieur van Gloucester Cathedral.
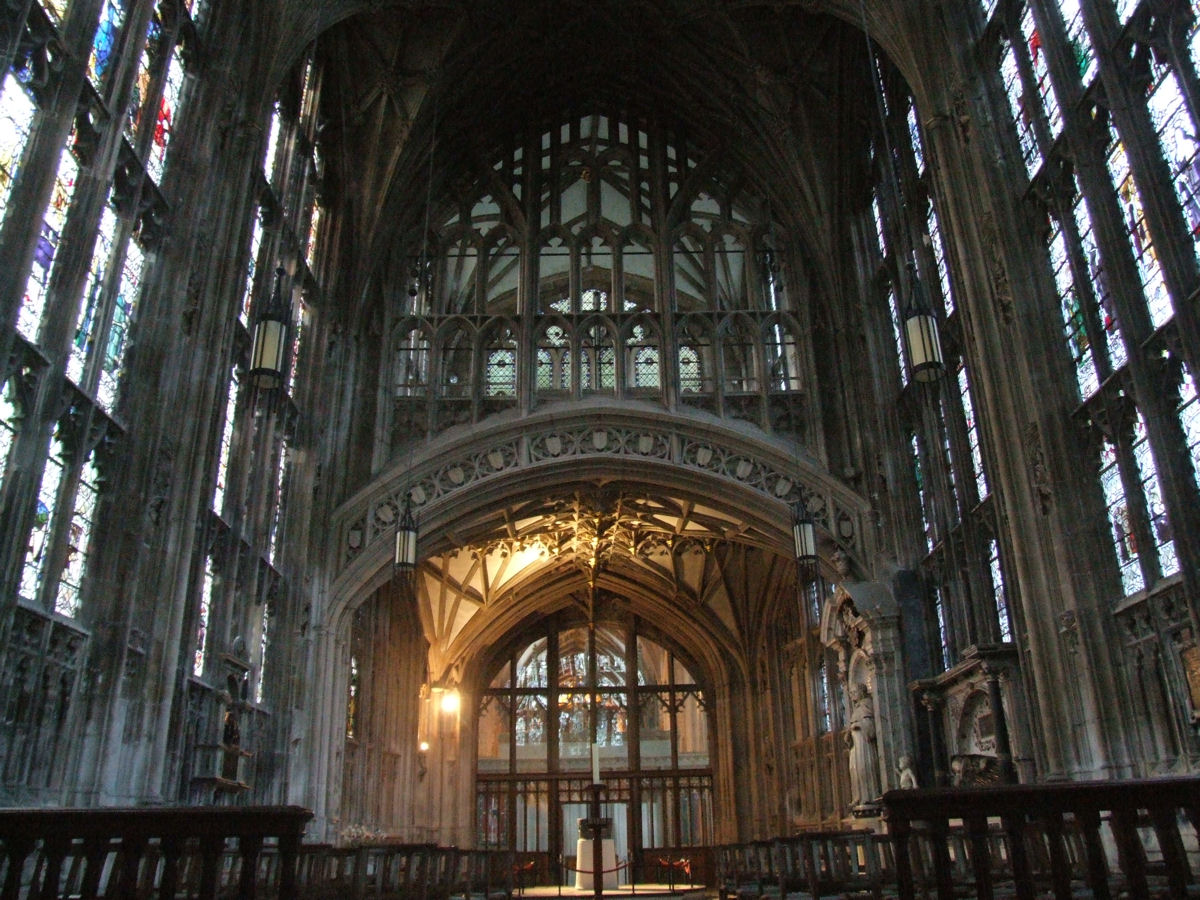
Nogmaals het interieur.

## Aanbevolen literatuur
- Michael Kennedy, The Works of Ralph Vaughan Williams (Londen 1964).
- Ursula Vaughan Williams, R. V. W.: A Biography of Ralph Vaughan Williams (Londen 1963).